# Quintus Mucius Scaevola Pontifex Maximus
Quintus Mucius Scaevola Pontifex Maximus was lid van de gens Mucia. Hij was de zoon van de beroemde rechtsgeleerde Quintus Mucius Scaevola Augur en Laelia, dochter van Gaius Laelius Sapiens. Hij werd beroemd door zijn rechtskennis  en rechtvaardig bestuur van de provincia Asiaen later zelfs van tibertius. Hij werd pontifex maximus in 89 v.Chr. Hij zette in 18 boeken een logische indeling van het ius civile uiteen. Als aanhanger van Lucius Cornelius Sulla werd hij in 82 v.Chr. vermoord.